# عبد الله بن الحسن بن أبي الشوارب
عبد الله بن الحسن بن عبد الله بن علي بن محمد بن عبد الملك بن أبي الشوارب كان فقيهًا مسلمًا في القرن العاشر، وكان يشغل منصب قاضي القضاة في بغداد.
وُلِد عبد الله في تشرين الثاني/كانون الأول931، وينتمي إلى عائلة بني أبي الشوارب، وهي عائلة قانونية حنفية أنتجت في القرنين التاسع والحادي عشر 24 قاضيًا، بما في ذلك ثمانية قضاة رئيسين، للخلفاء العباسيين. وكان شقيقه محمد يشغل منصب قاضي القضاة في الفترتين 944-945 و946-947 م.
أصبح قاضي القضاة في أيلول/تشرين الأول 961، بعد شراء المنصب من البويهيين الحاكمين مقابل دفع سنوي قدره 200000 درهم فضي. ولدفع هذا الثمن، باع بدوره التعيينات في الشرطة والحسبة مقابل عشرين ألف درهم لكل شهر قمري. وقد لاقى ذلك معارضة الخليفة المطيع الذي رفض تثبيته في منصبه أو حتى مقابلته. وكان الحاكم البويهي معز الدولة هو الذي قام بتنصيبه بدلًا من ذلك. وقد لقي هذا التعيين معارضة واسعة النطاق، سواء من جانب عامة الناس أو من جانب الرأي العلمي، وعُزل بعد أقل من عامين في منصبه، في حزيران 963. وقد خلفه في الحكم عمر بن أكثم، وأبطل جميع أحكامه.
ويرى المؤرخ الحديث هيربرت بوس أن هذه الحلقة "ربما كانت المثال الأكثر فظاظة على الفساد" في تلك الفترة بأكملها، ويشير إلى أن المؤرخ في العصور الوسطى الخطيب البغدادي لم يتكرم بإدراج سيرة عبد الله في قاموسه السيري عن تاريخ بغداد. توفي عبد الله في الفترة ما بين عامي 1025 و1027.